# 山下ツ子
山下 ツ子（やました ツね、1899年1月5日 – 1987年7月12日）は日本の政治家。衆議院議員（1期）。

## 来歴
熊本県熊本市出身。1920年東京女子高等師範学校卒。長崎県立五島高等女学校、長崎女子師範学校、私立上林高等女学校、熊本県立第一高等女学校の各教諭を務める。1929年に婦選獲得同盟熊本支部を結成した。その後アマゾニア産業社長になり、1946年の第22回衆議院議員総選挙で熊本県から無所属で立候補して当選した。当選後は国民党を経て、日本社会党に入った。翌年の第23回衆議院議員総選挙では社会党公認で熊本1区から立候補したが落選、1949年の総選挙では無所属で立候補したが落選した。落選後は中央行政監査委員や通産省に勤めた。1956年の参院選に熊本地方区から無所属で立候補したが落選。1987年死去。